# Elias Annes Borger
Elias Annes Borger (Joure, 26 februari 1784 – Leiden, 12 oktober 1820) was een Nederlandse theoloog en dichter en hoogleraar in de theologie en letteren te Leiden.

## Leven en werk

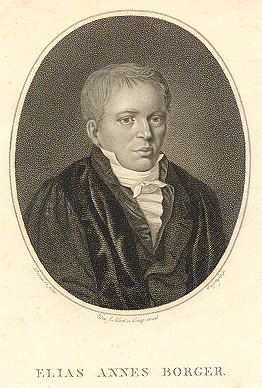
Portret Elias Annes Borger

Borger was een zoon van Anne Kerstens Borger en Sibbeltje Tieles Tieleman. Zijn vader was koopman en jeneverstoker in Joure. Een gevelsteen aan de Midstraat 5 in Joure verwijst naar het feit dat dit zijn geboortehuis was. Borger bleek namelijk al op zeer jonge leeftijd zeer begaafd en werd daarom ook wel 'het Friese wonder' genoemd. Zijn vader had liever gezien dat hij een 'echt vak' leerde, maar zijn moeder en anderen ondersteunden hem om te groeien in kennis. In Joure leerde Borger Latijn en Grieks. 
Op 17-jarige leeftijd trok hij naar Leiden om met te studeren voor het predikantschap. Op 7 juni 1807 promoveerde hij tot doctor in de Godgeleerdheid. Ambities om tot buitengewoon hoogleraar te worden benoemd werden vertraagd door de inlijving van de Nederlanden bij Frankrijk. Na het vertrek van de Fransen in 1815 werd hij gewoon hoogleraar in de theologie. In 1817 werd Borger ook nog aangesteld tot hoogleraar in de algemene geschiedenis en Griekse letterkunde.
Elias Borger trouwde in 1814 met Abrahamina van der Meulen, de zus van een Amsterdamse predikant. Een jaar later stierf zij echter in het kraambed. In 1819 trouwde hij opnieuw, ditmaal met Cornelia Scheltema, telg uit het geslacht Scheltema. Begin 1820 stierf ook zij in het kraambed, samen met een pasgeboren kind. Als gevolg hiervan raakte Borger in een zware depressie, waarbij hij slechts bij zijn overleden dierbaren wilde zijn. Zijn emoties uitte hij in zijn ode Aan den Rhijn in de Lente van het Jaar 1820. Acht maanden na de dood van zijn tweede vrouw overleed ook Borger, op 36-jarige leeftijd. Hij werd begraven in Katwijk.

## Vernoemingen
Ter nagedachtenis aan Borger zijn er een school en een scoutinggroep (De Borgergroep) naar hem vernoemd. De E.A. Borgerschool is een protestantse basisschool in Joure. Zowel in Joure als in Katwijk is een straat naar hem genoemd, de E.A. Borgerstraat. In Amsterdam, Rotterdam en in Leiden is een Borgerstraat, in Amersfoort een Borgerlaan; in Amsterdam bevindt zich ook een Borgerbuurt. In Voorburg  is een straat aan het water naar hem vernoemd: Elias Annes Borgerkade.
Borgers naam en zijn dichtstuk Aan den Rhijn in de Lente van het Jaar 1820 zijn door Hildebrand (Nicolaas Beets) in diens Camera Obscura vereeuwigd. In het gedeelte over de familie Stastok wordt Borgers gedicht door mevrouw Dorbeen op weinig succesvolle wijze voorgedragen. De Rederijkerskamer Borger uit Borger is eveneens vernoemd naar Elias Annes Borger.

## Werken
- Specimen hermeneuticum inaugurale, exhibens interpretationem Epistolae Pauli ad Galatas (1807). Proefschrift Leiden. Hiervan verscheen ook een handelsuitgave o.d.t. Interpretatio Epistolae Pauli ad Galatas
- Oratio de modesto ac prudenti sacrarum literarum interprete. Openbare les Leiden (1808)
- Oon myn graete makker Beernd Freêrk Tydeman, da hy zyn disseretasie fordiffendjerje zoe [E.A. Borger. Aan mijn' waarden vriend B.F. Tydeman, bij de openlijke verdediging zijner dissertatie , [W.C. van Campen]] (1809). Twee gedichten, het eerste in het Fries, het tweede in het Nederlands is gedateerd: den 17 Junij 1809
- De Leydsche weezen aan de Leydsche burgerij, bij den aanvang des jaars MDCCCXI (1810). Werd ook wel abusievelijk toegeschreven aan W. Bilderdijk
- Iets nopens den Brief aan een Vriend (1813)
- De Vaderlander (1814)
- Leerredenen (1814)
- Iets voor mijn Kind (1815)
- Op de Bevalling der Prinses van Oranje (1817)
- Aan den Rhijn in de Lente van het Jaar 1820 (1820)
- Gevecht van Napoleon en Minerva (1821)
- Dichterlijke Nalatenschap (1836)